# Michaił Doller
Michaił Iwanowicz Doller (ros. Михаил Иванович До́ллер, ur. 1889, zm. 1952) – radziecki aktor oraz reżyser filmowy. Laureat Nagrody Stalinowskiej.

## Wybrana filmografia

### Aktor
- 1925: Promień śmierci (epizod)
- 1928: Salamandra jako Fiłonow, asystent Zangego
- 1932: Horyzont jako Smith

### Reżyser
- 1927: Koniec Sankt Petersburga
- 1932: Zwykły przypadek
- 1941: Bankiet w Żyrmunce